# Pennekuhle

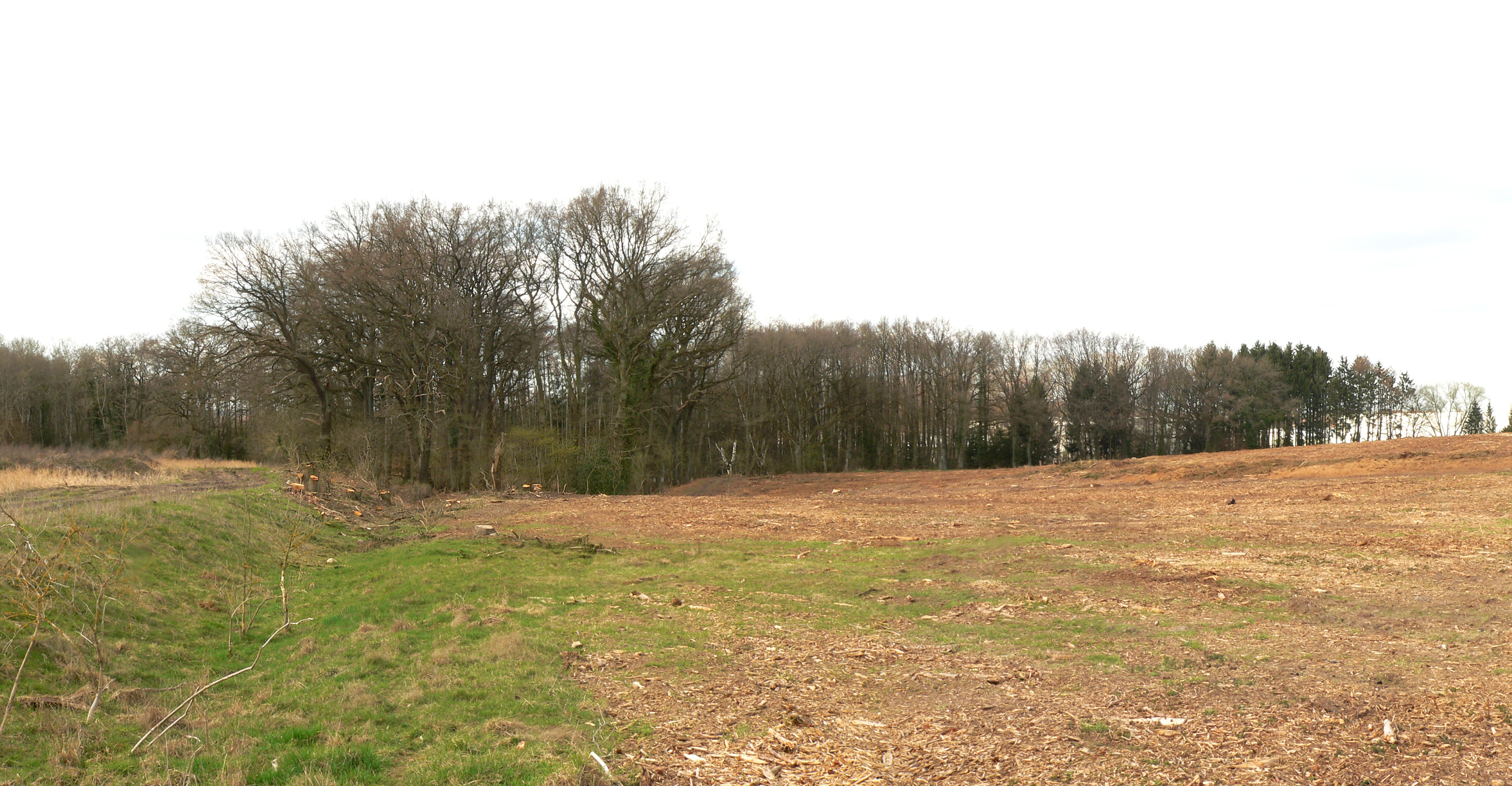
Die Pennekuhle; links der auf den Wald zuführende historische Hohlweg

Die Pennekuhle, auch Pennigkuhle genannt, ist ein vier Hektar großes Wald- und Feuchtgebiet westlich des Ortes Stelle im Landkreis Harburg. Innerhalb des Gebiets befinden sich der Quellbereich des Baches Heidbeek und ein nach dem Bundesnaturschutzgesetz geschütztes Biotop. 

## Lage

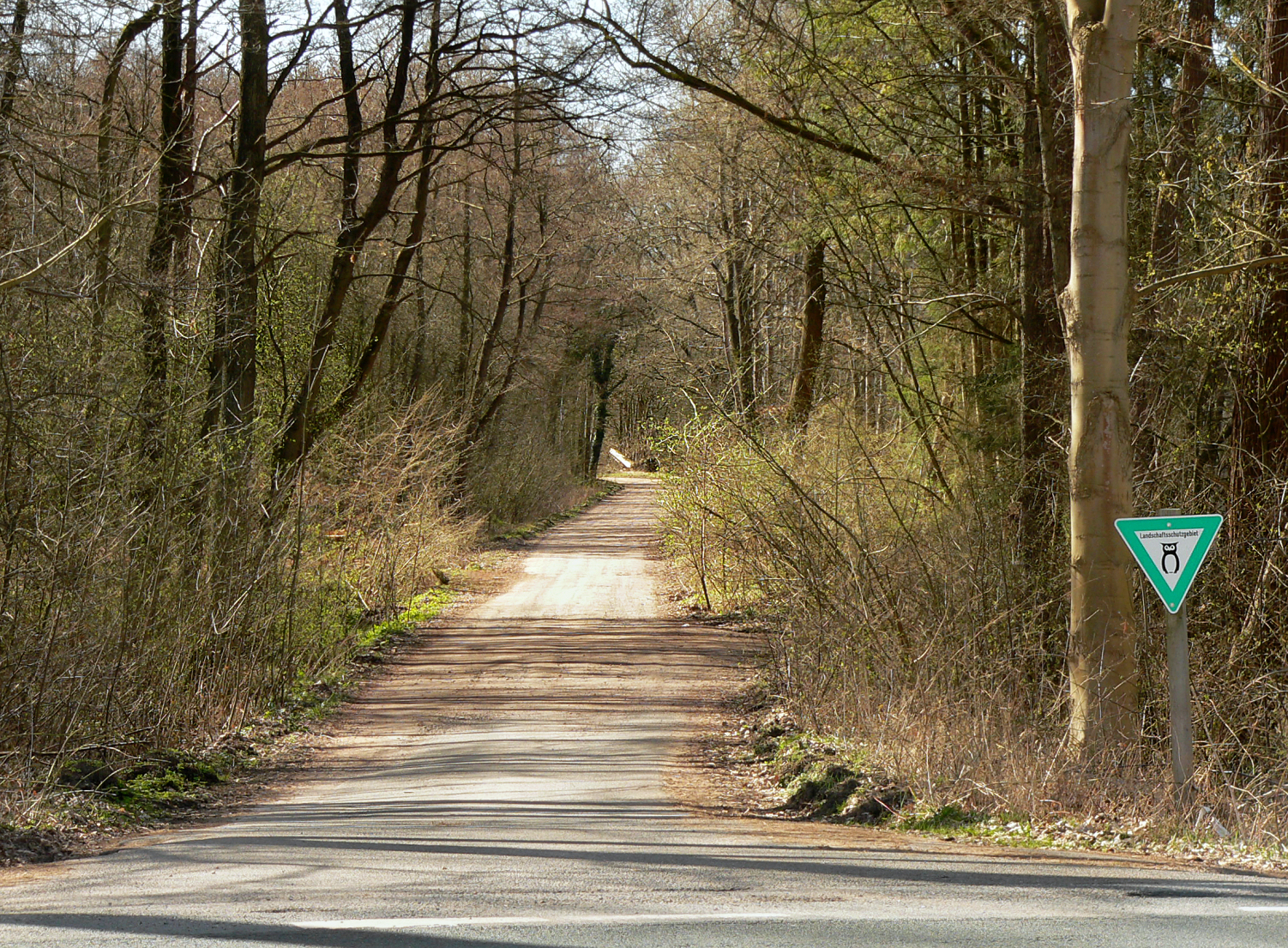
Die Pennekuhle liegt links des Zufahrtswegs von der Kreisstraße 86

Die Pennekuhle liegt innerhalb der naturräumlichen Region Lüneburger Heide und Wendland in der Haupteinheit Luheheide. Das Areal grenzt an das Urstromtal der Elbe mit der Haupteinheit Harburger Elbmarschen an. Im Norden wird die Pennekuhle durch die Kreisstraße 86 zwischen Stelle und Maschen begrenzt. Im Osten liegen Ackerflächen, die von einem tiefen Bodeneinschnitt der Güterstrecke Buchholz–Maschen durchzogen sind. Auf einem östlich gelegenen Acker befand sich bis 2021 der Grabhügel von Stelle, ein etwa 4000 Jahre altes Hügelgrab. Im Süden verläuft die Bundesautobahn 39, der sich Waldflächen des Landschaftsschutzgebietes „Buchwedel und Umgebung“ mit dem eingebetteten Naturschutzgebiet Stemmbruch anschließen.

## Geschichte
Der Name Pennekuhle bzw. Pennigkuhle beruht auf einer Sage, wonach in dem Tal vor Jahrhunderten ein Handwerksbursche auf Wanderschaft von einem Räuber erschlagen wurde. Bei dem Überfall habe er nur einen einzigen Pfennig erbeutet. Die Benennung als Kuhle, eine umgangssprachliche Bezeichnung für eine Bodenvertiefung bzw. geologische Senke, beruht wahrscheinlich auf der Lage in einem Taleinschnitt.
Durch die Pennekuhle verläuft in Ost-West-Richtung ein historischer Hohlweg als Teil der Heerstraße zwischen Lüneburg und Harburg. Er diente jahrhundertelang als Verkehrsweg und ist auf einer Karte der Kurhannoverschen Landesaufnahme von 1772 eingezeichnet. Der Hohlweg hat sich als lineare Bodeneintiefung auf etwa 250 Meter Länge erhalten, davon etwa zu einer Hälfte innerhalb des Waldes und zur anderen Hälfte im freien Gelände. Innerhalb der Pennekuhle lassen Bodenvertiefungen auf eine frühere Wegeverzweigung des Hohlweges schließen. Diese Bodenzeugnisse wurden erst im Jahr 2021 durch einen Archäologen und Heimatforscher aus Maschen identifiziert.

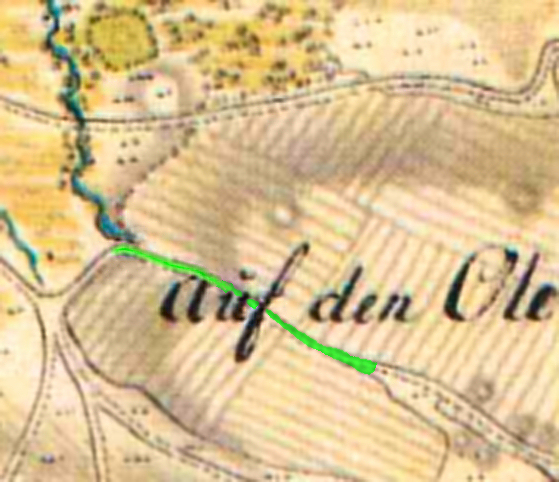
Der heute noch erhaltende Abschnitt (nachträglich grün koloriert) des Hohlwegs innerhalb der Pennekuhle und östlich davon, Kurhannoversche Landesaufnahme, 1772
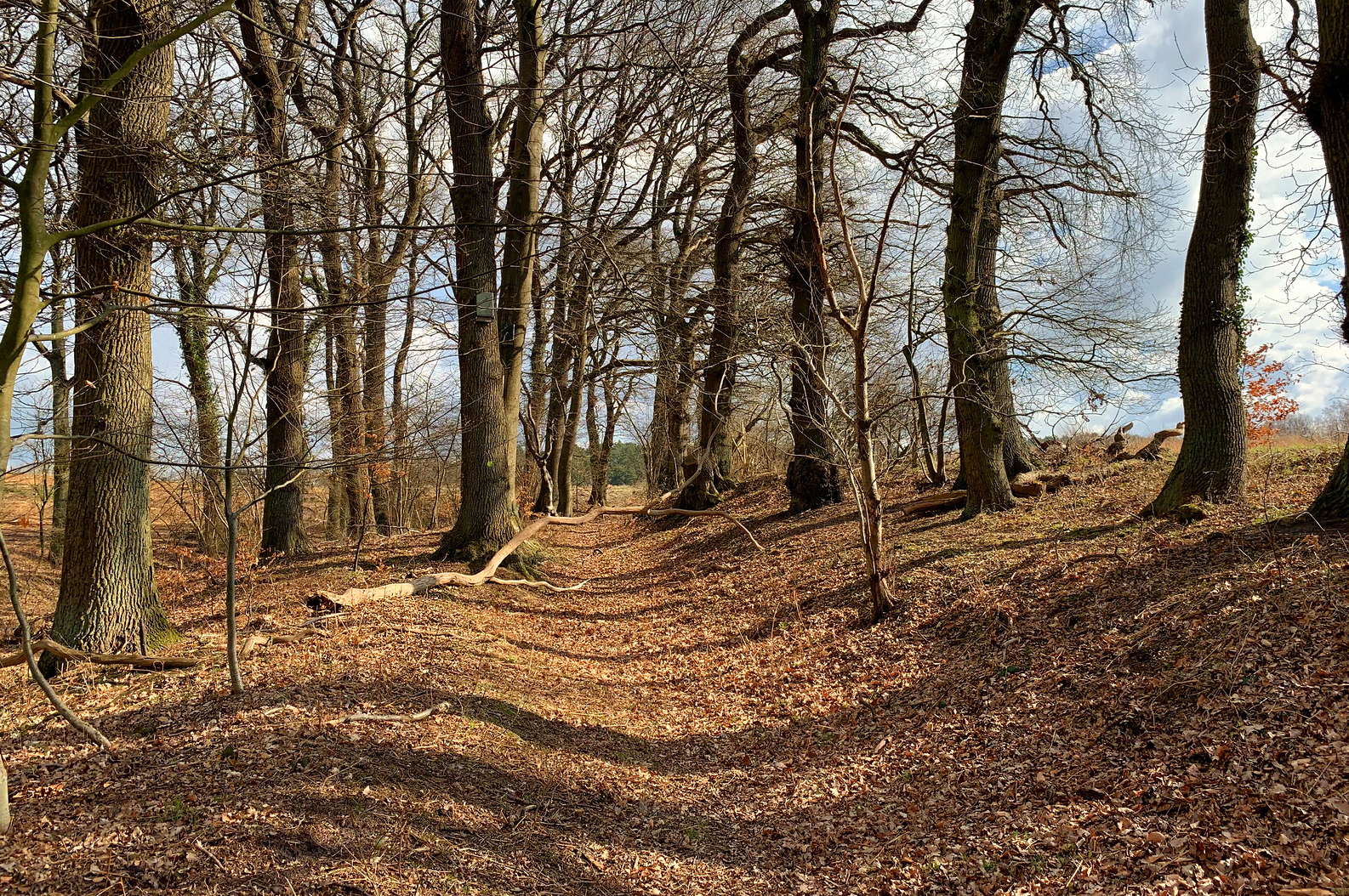
Westlicher Teil des Hohlweges innerhalb der Pennekuhle
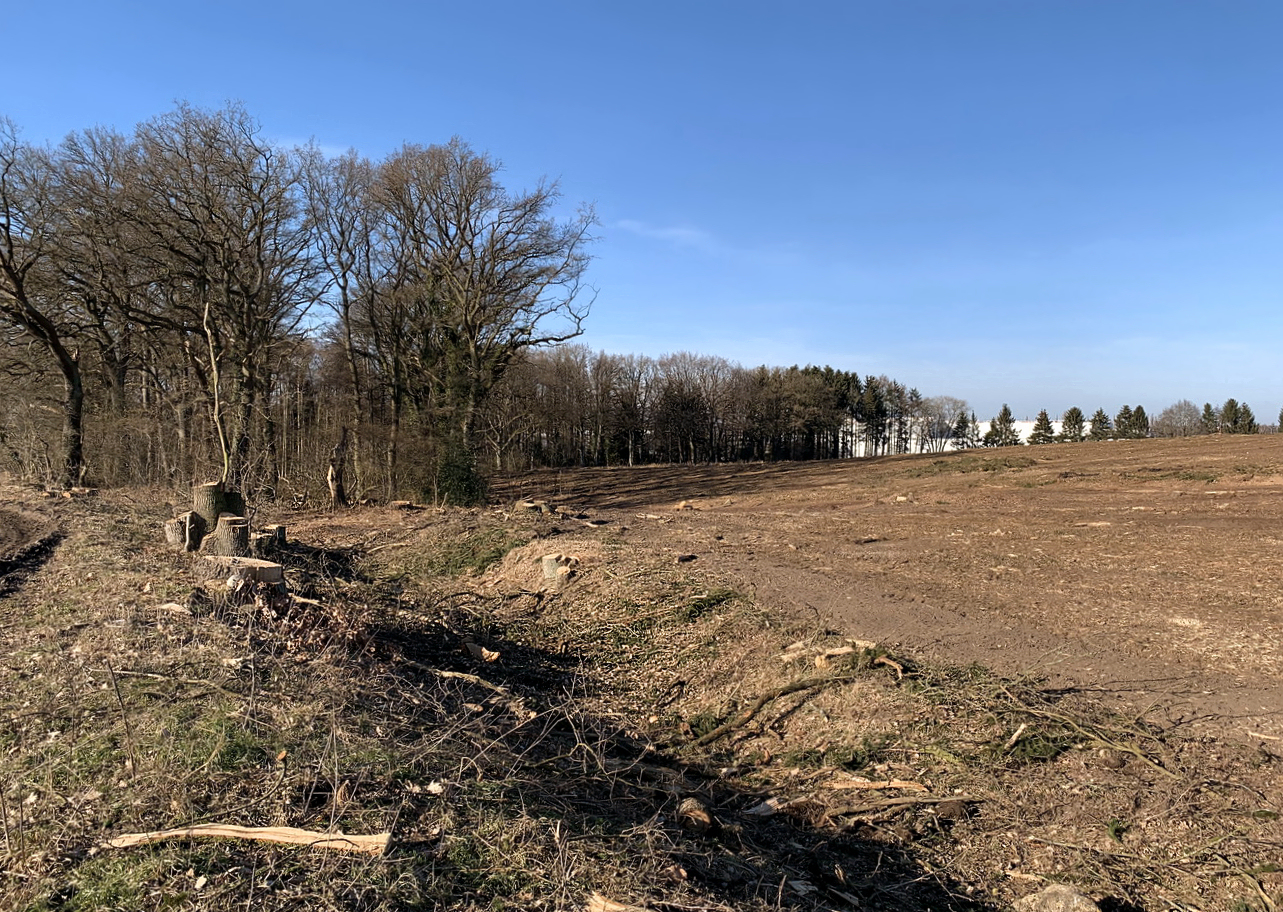
Östlicher Teil des Hohlwegs nach Fällung von ihn säumenden Eichen. Dieser Teil soll für die geplante Gewerbeansiedlung abgetragen werden.
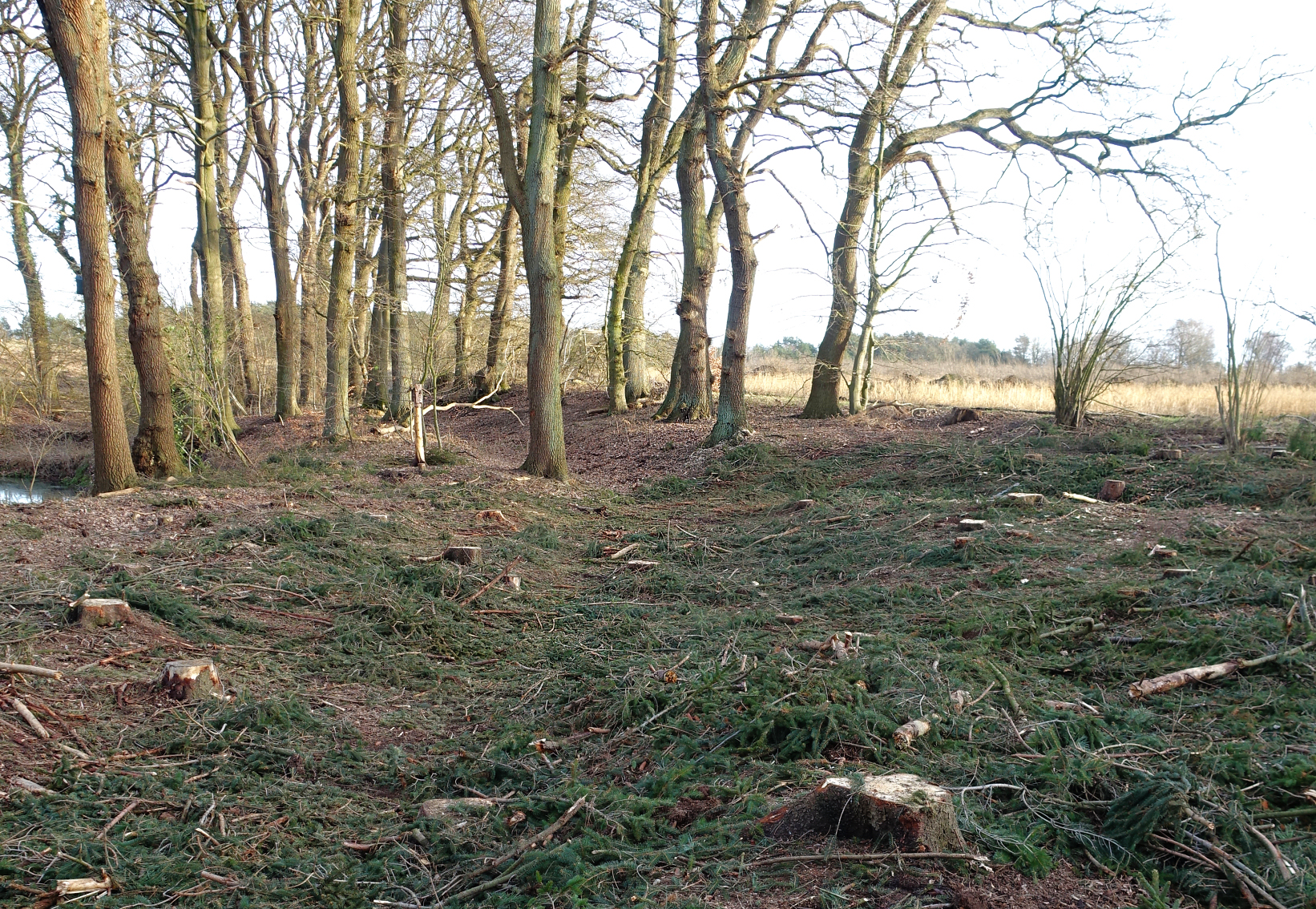
Zwei Wege laufen von Westen her vor dem Hohlweg zusammen; 2021 entdeckt.
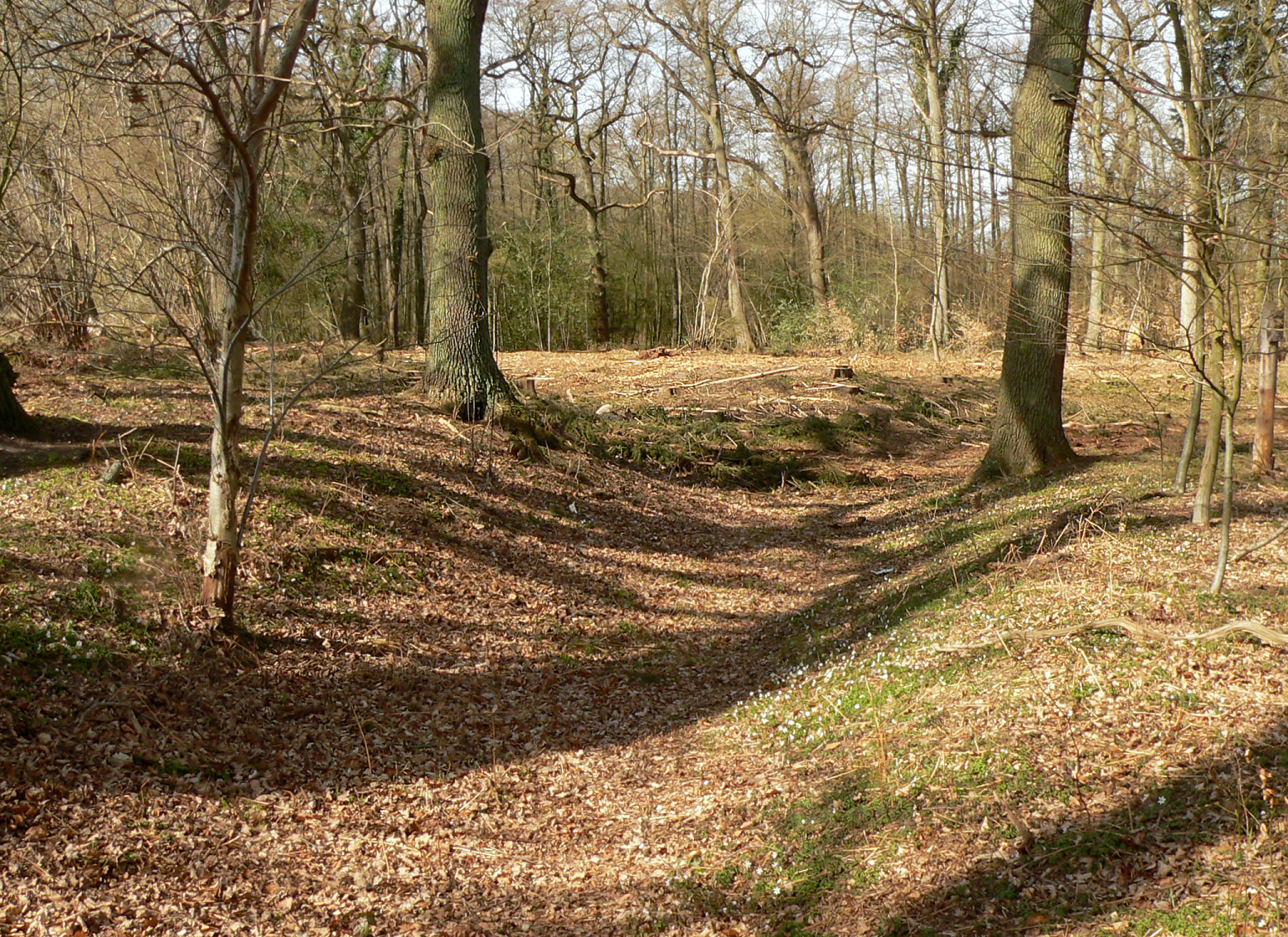
Blick vom Hohlweg nach Westen Richtung Verzweigung; 2021 entdeckt.

## Beschreibung

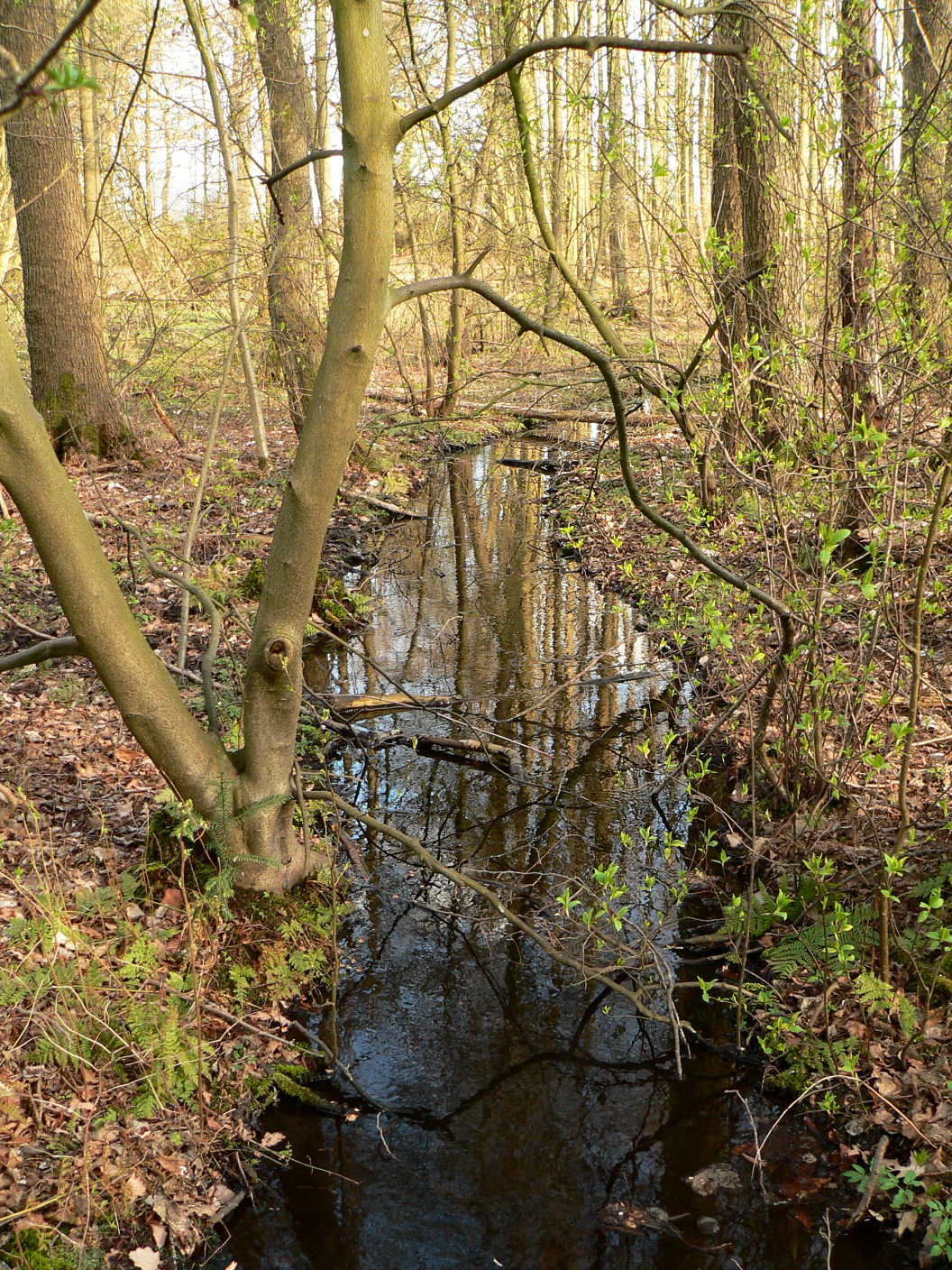
Der Bach Heidbeek im geschützten Feuchtbiotop der Pennekuhle

Die Pennekuhle ist ein Waldgebiet mit unterschiedlichen Waldarten. Einige Waldparzellen sind als Birken-Eichenwald bzw. Eichen-Buchenwald ausgebildet. Innerhalb des Waldes befindet sich ein über 8000 m² großes Areal mit einem Erlen- und Eschen-Quellwald bzw. Sumpfwald, das hauptsächlich mit Schwarzerle bestanden ist. Die Krautvegetation besteht überwiegend aus nässeanzeigenden Pflanzen. Typische Pflanzen sind aufrechte Berle, Wald-Simse und Teich-Schachtelhalm. Das Gebiet ist unter der Nr. 262610/03 in der Kartierung der gesetzlich geschützten Biotope des Landkreises Harburg gekennzeichnet. Oberhalb des
Feuchtgebietes liegen in einem Taleinschnitt, der von Norden nach Süden und dann nach Südosten verläuft, drei nährstoffreiche Stillgewässer, die früher als Fischteiche dienten. Zum Teil sind sie mit Röhricht- und Hochstauden bestanden. An den Böschungen der feuchten Geländerinne befinden sich Quellbereiche von Grundwasser, das in die Teiche, den Bach und den feuchten Wald abfließt. Naturschützer bezeichnen ihn als „verwunschenen Quellenwald“. Im Wald sind acht Fledermausarten nachgewiesen, die nach dem Bundesnaturschutzgesetz geschützt sind. Einige Arten werden auf der Roten Liste gefährdeter Arten Niedersachsens als gefährdet sowie stark gefährdet geführt. Im regionalen Landschaftsrahmenplan ist die Pennekuhle als Gebiet dargestellt, das die Voraussetzungen für die Ausweisung als Naturschutzgebiet erfüllt und der Erweiterung des südlich liegenden Naturschutzgebietes Stemmbruch dienen kann. Auch diene die Pennekuhle der Erhaltung und Entwicklung naturnaher Waldgesellschaften auf feuchten sowie trockenen Standorten.

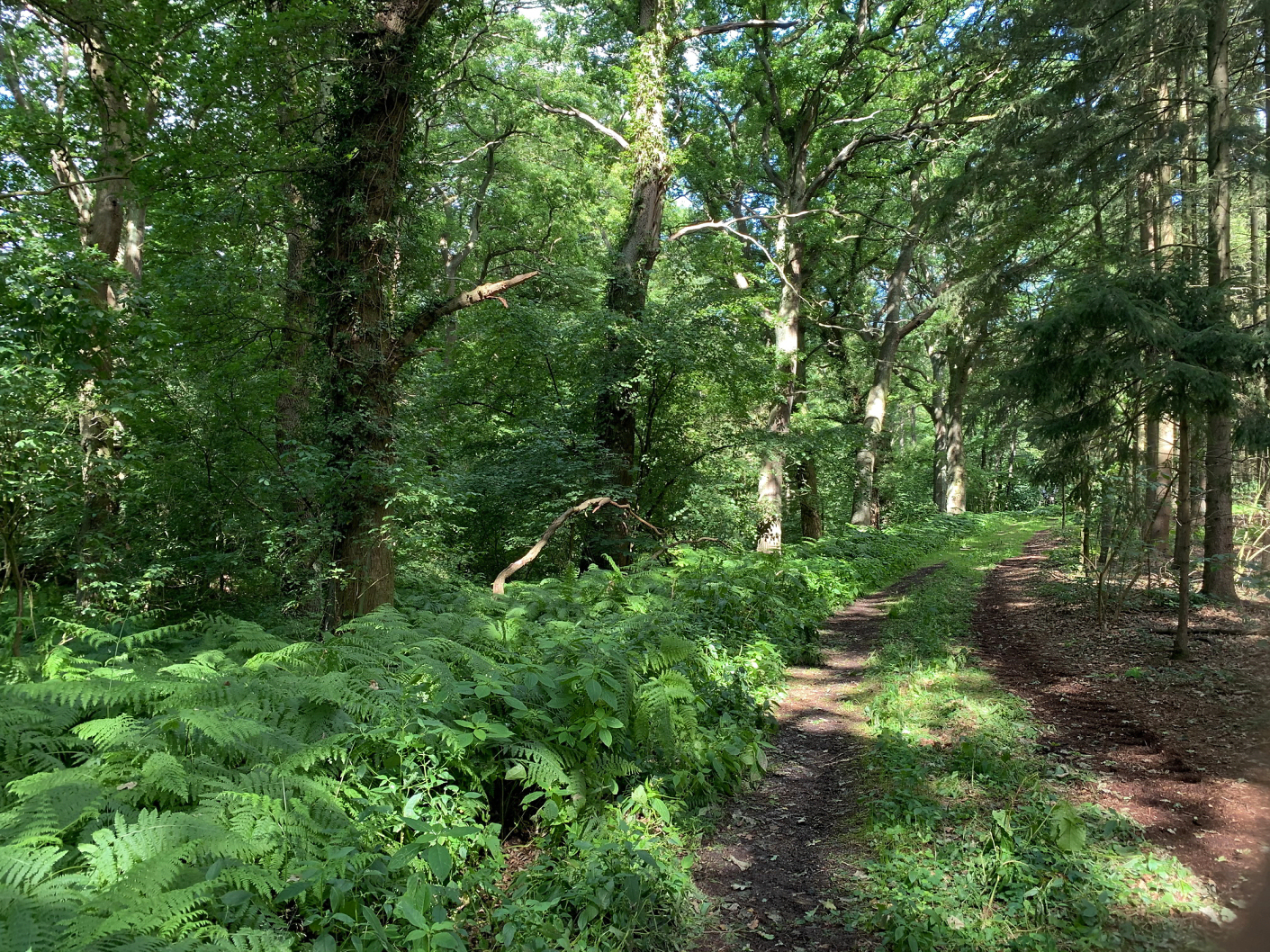
Wirtschaftsweg am nordöstlichen Rand der Pennekuhle
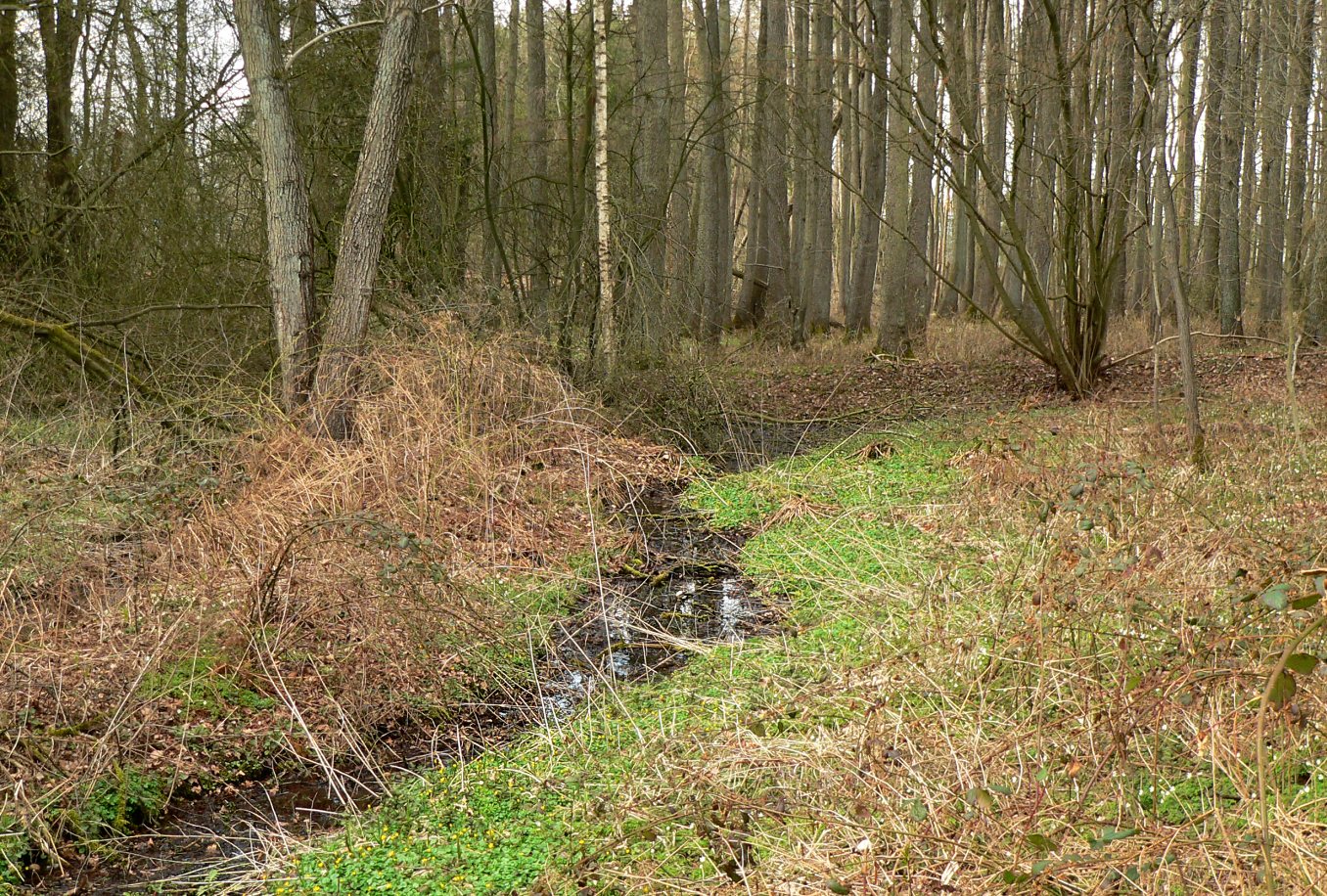
Der Bach Heidbeek im geschützten Feuchtbiotop
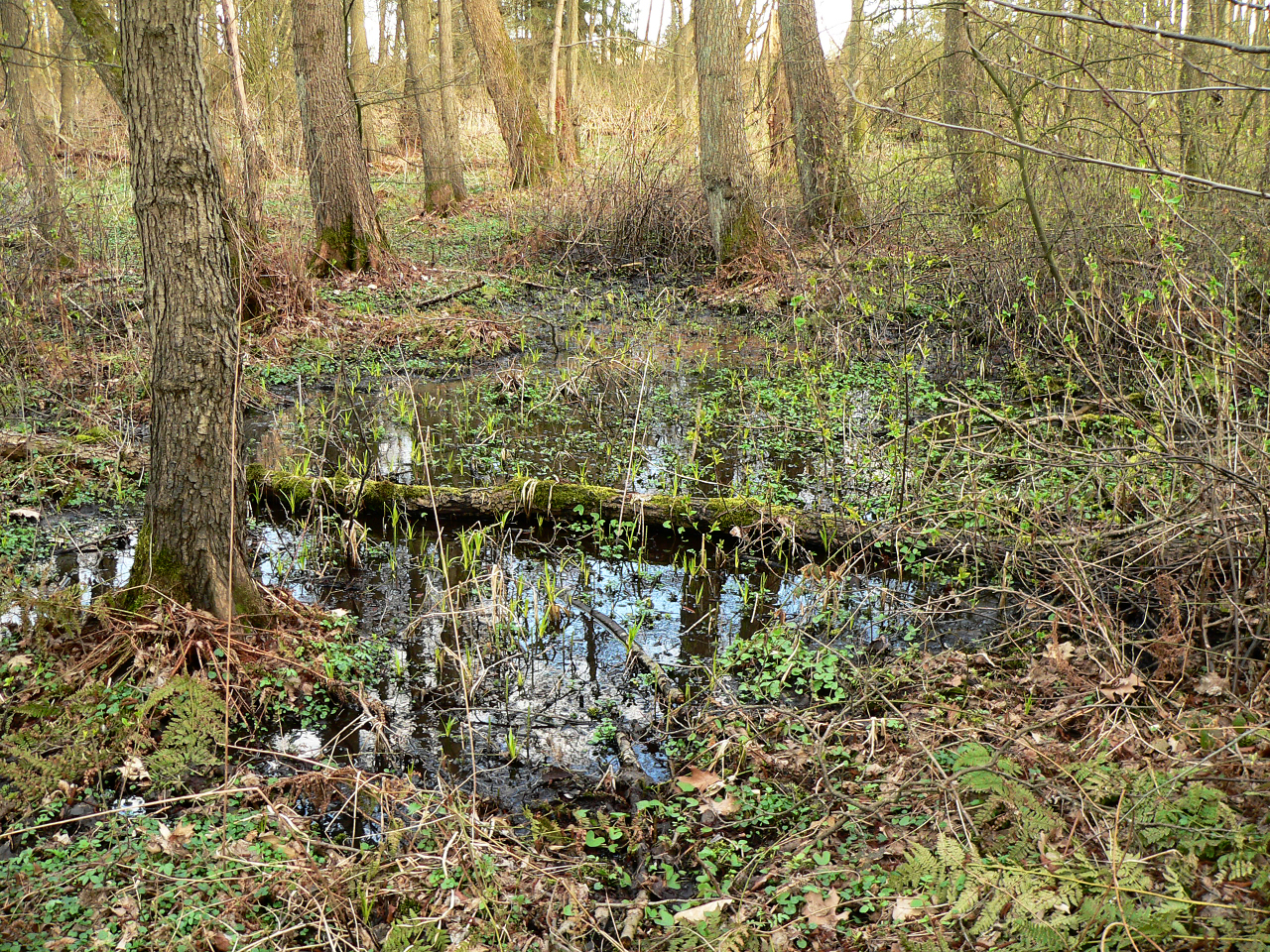
Sumpfwald
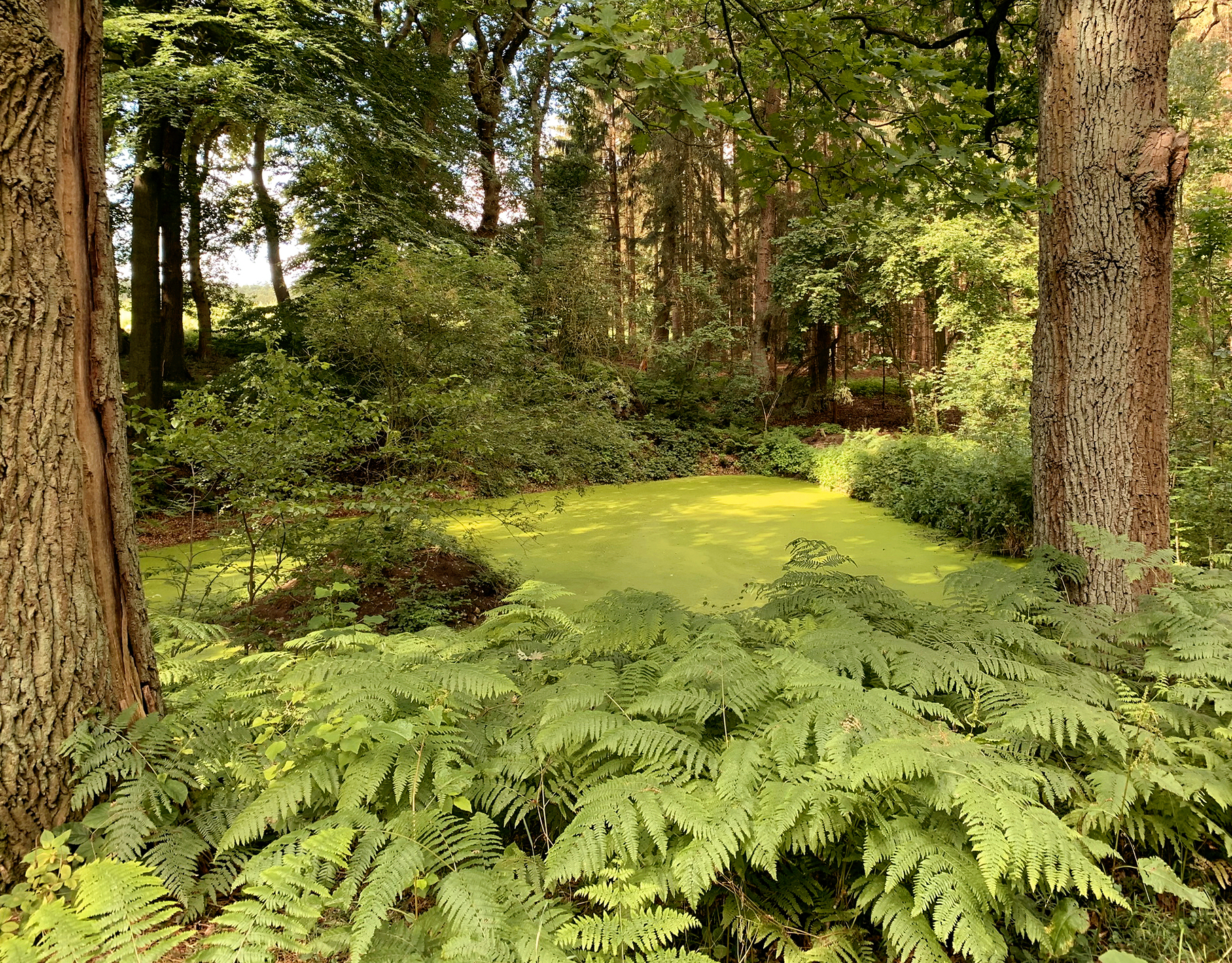
Der von Farn umsäumte Teich in der Pennekuhle in der Vegetationszeit
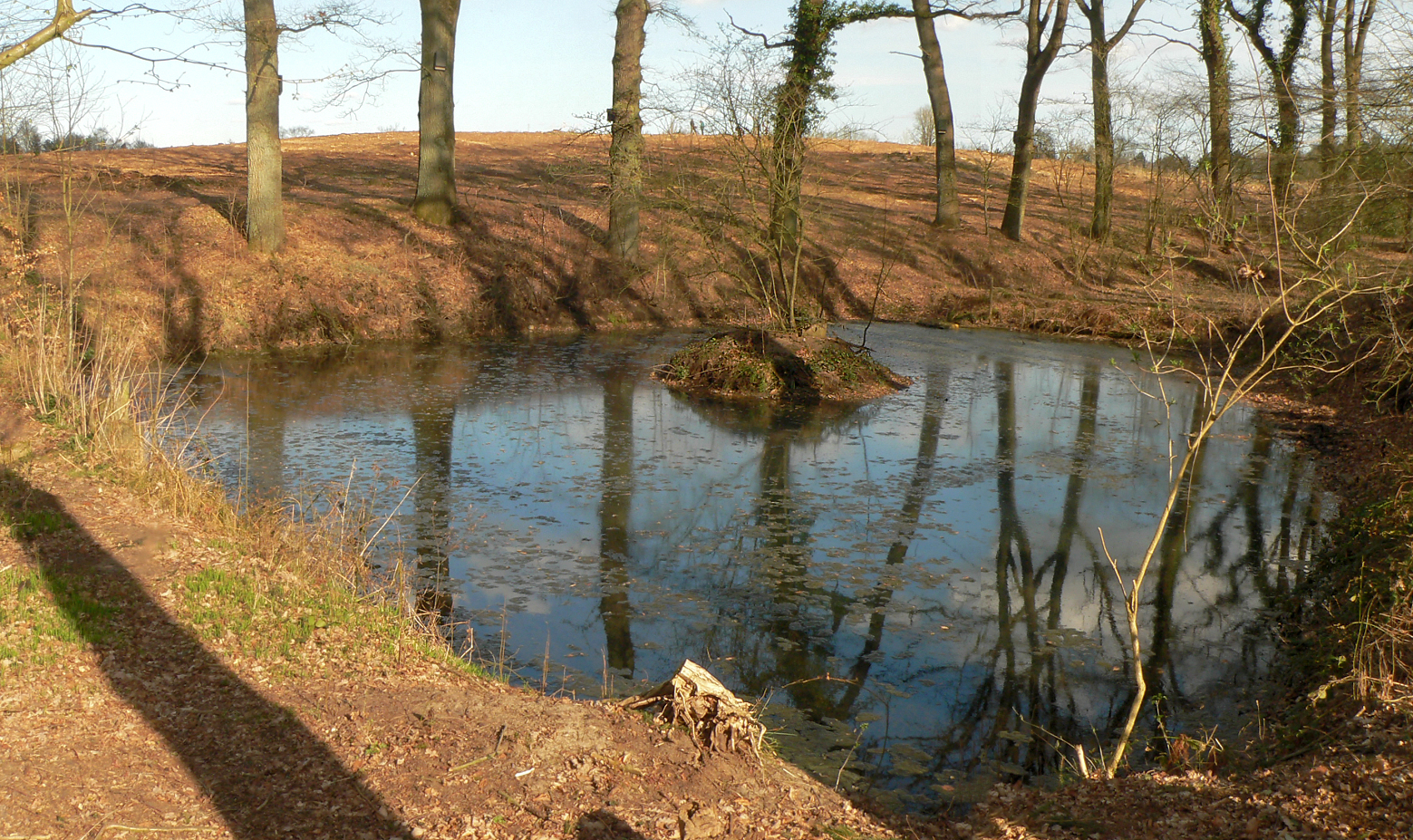
Der Teich außerhalb der Vegetationszeit

## Gefährdung

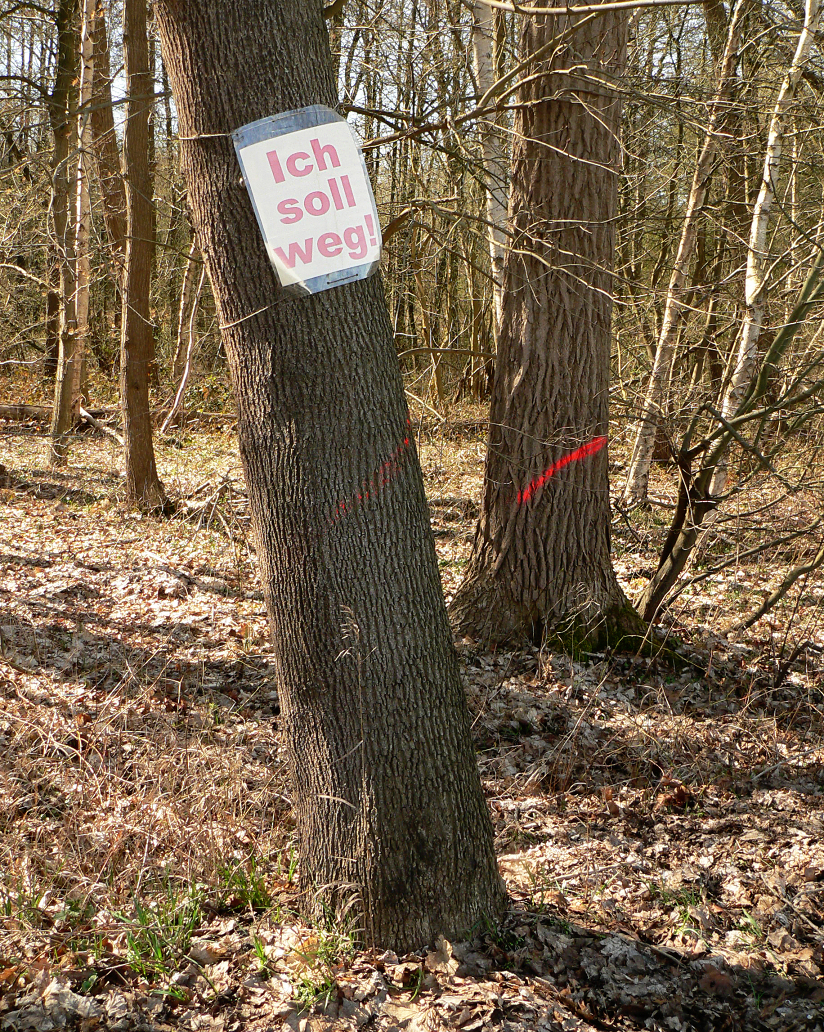
Am Waldrand der Pennekuhle sind Bäume für den Bau des Gewerbegebiets zum Fällen rot markiert und mit Protestzetteln versehen, 2021

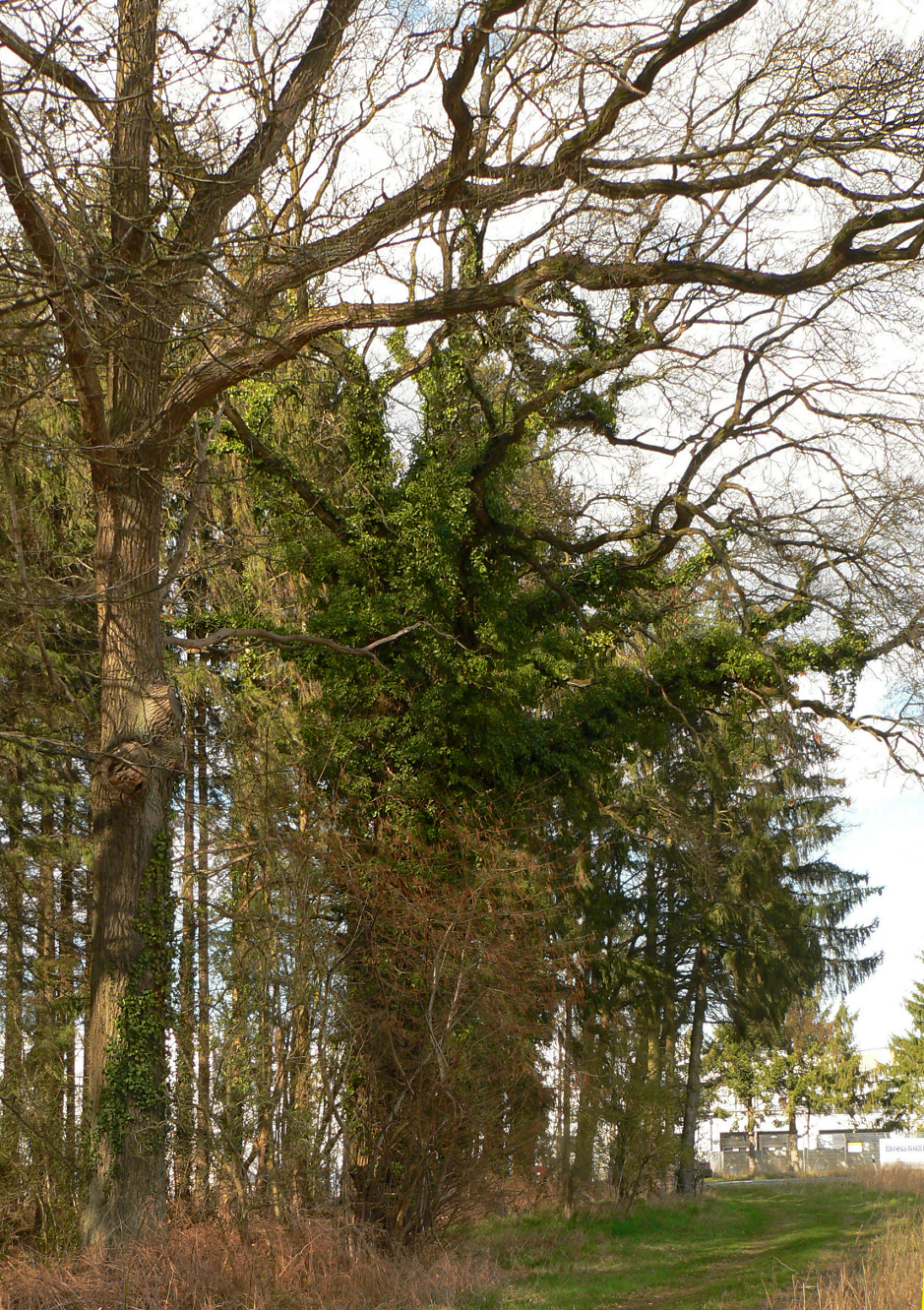
Zwei alte Eichen im geschützten Feuchtbiotop, die für den Bau der Zufahrtsstraße zum Gewerbegebiet zum Fällen vorgesehen waren, 2021

Die Pennekuhle war seit etwa den 1980er Jahren Teil des südlich anschließenden Landschaftsschutzgebietes „Buchwedel und Umgebung“. Nachdem sich die Gemeinde Stelle um das Jahr 2004 für die Schaffung eines neuen Gewerbegebiets auf den östlich an die Pennekuhle angrenzenden Ackerflächen entschieden hatte, wurde die Pennekuhle 2011 aus dem Landschaftsschutzgebiet entlassen. Den Schutz des ökologisch wertvollen Gebietes der Pennekuhle wollte die Gemeinde über die Bauleitplanung sicherstellen. In dem geplanten Gewerbegebiet errichtete der Lebensmitteldiscounter Aldi 2021 ein 17 Hektar großes Logistiklager. Dafür genehmigte der Landkreis neben der Rodung von rund 2,5 Hektar Wald auch die Rodung von 300 m², anderen Angaben nach 530 m², Wald im Feuchtbiotop, damit eine Zufahrtsstraße gebaut werden kann. Wegen dieser Genehmigung, die eine teilweise Zerstörung des gesetzlich geschützten Feuchtbiotops Pennekuhle zulassen würde, reichte die Naturschutzorganisation BUND 2020 beim Niedersächsischen Umweltministerium eine Fachaufsichtsbeschwerde gegen die Untere Naturschutzbehörde des Landkreises Harburg ein. Naturschützer befürchten infolge der Flächenversiegelung durch das Logistiklager ein Absinken des Grundwasserspiegels und damit eine Austrocknung der Pennekuhle. Ein hydrologisches Gutachten geht von einer Grundwasserabsenkung von 16 cm aus. Auch nehmen Naturschützer eine Beeinträchtigung des geschützten Gebietes durch den 24/7-Betrieb des unmittelbar angrenzenden Logistiklagers an.
2021 kam es zu ersten Baumfällungen für die Errichtung des Logistiklagers, die Randbereiche der Pennekuhle betrafen. Aufgrund der Baupläne rief die Naturschutzorganisation BUND das Verwaltungsgericht Lüneburg um einstweiligen Rechtsschutz an. Das Gericht lehnte den Antrag ab und bewertete das öffentliche Interesse an Gewerbesteuereinnahmen und Arbeitsplätzen höher als den Biotopschutz. Laut dem BUND standen aufgrund der Entscheidung wesentliche Teile des Feuchtbiotops und einige alte Eichen nicht mehr unter gesetzlichem Schutz.